# 茨城交通大子営業所
茨城交通大子営業所（いばらきこうつうだいごえいぎょうしょ）は、茨城県久慈郡大子町矢田に位置する茨城交通の営業所。

## 概要
大正時代における乗合自動車の個人事業者が起源であり、昭和に入り茨城交通に戦時統合されている。久慈郡を中心に路線バスを運行しており、袋田の滝や竜神峡（竜神大吊橋）などの観光地も抱えているが、運行路線のほとんどが生活路線であり、厳しい経営環境にある。
1992年（平成4年）に経営改善の一環として分離子会社茨交県北バスを設立、大子営業所に本社を併設し、バス事業およびタクシー事業を営み、大宮営業所の一部路線を受託していた。
2010年（平成22年）2月1日に、バス事業は茨城交通に合併され、タクシー事業は茨城オートに譲渡された（のちに（明確な変更時期不詳）再移譲された）。

## 所在地
バス営業所
- 大子営業所
  - 茨城県久慈郡大子町大字矢田821番地

タクシー営業所
- 大子合同タクシー
  - 茨城県久慈郡大子町大字大子838番地1
- 袋田タクシー（袋田駅案内所）
  - 茨城県久慈郡大子町大字袋田1968番地

## 沿革
- 1913年（大正2年） - 高部自動車が設立。
- 1921年（大正10年）3月20日 - 木村自動車が設立。
- 1924年（大正13年） - 海老本自動車が設立。
- 1931年（昭和6年）4月1日 - 木村自動車が海老本自動車を吸収合併し、大宮自動車に改称。
- 1934年（昭和9年）3月 - 大宮自動車と高部自動車が合併、袋田温泉自動車を設立。
- 1944年（昭和19年）8月1日 - 袋田温泉自動車が湊鉄道、水浜電車、茨城鉄道と合併。茨城交通が設立。茨城交通袋田営業所となる。
- 1959年（昭和34年）12月1日 - 袋田営業所が常陸大子駅構内に移転、大子営業所となる。
- 1968年（昭和43年）12月16日 - 大子営業所が現在地に移転。
- 1992年（平成4年）10月 - 茨城交通が、大子営業所の所在地に分離子会社として茨交県北バスを設立。事業移管し運行開始。
- 1994年（平成6年）7月3日 - JRバス関東常野線（盛泉 - 大子駅前）廃止に伴い、代替運行開始。
- 2010年（平成22年）2月1日 - 茨城交通が茨交県北バスを合併統合、再び茨城交通大子営業所となる。茨交県北バス法人組織は清算へ。
- 2019年（令和元年）4月22日 - 高速バス大子～東京線の「上小川駅」停留所を廃止、代替で国道118号上に「JA常陸奥久慈」停留所を新設。[3]
- 2021年（令和3年）12月1日 - 
  - 「大子駅前〜大子営業所〜下野宮〜門の井」線、「大子駅前〜大子営業所〜下野宮〜黒沢小学校下」線廃止[4]。
  - 「大子駅前〜大子消防署〜JA大子支所前〜大子営業所」線・「大子駅前〜大子消防署〜JA大子支所前〜下野宮〜門の井〜蛇穴」線・「大子駅前〜大子消防署〜JA大子支所前〜下野宮〜門の井」線・「大子駅前〜大子消防署〜JA大子支所前〜下野宮〜黒沢小学校下」線・「大子駅前〜大子消防署〜JA大子支所前〜下野宮〜茶味内〜唐竹久保」線運行開始[4]。
- 2022年（令和4年）
  - 5月1日 - 「大子駅前〜割山〜滝本（袋田の滝）」線運行開始[5]。
  - 9月20日 - 大子町新庁舎開設に伴い、大子営業所・大子駅〜馬次入口線の一部およびA循環・B循環線を新・大子町役場経由に変更。旧・「大子町役場」停留所を「湯の里公園入口」に改称[6]。
  - 10月1日 - 季節運行路線として「大子駅前〜根本〜滝本（袋田の滝）」線運行開始[7]。
- 2023年（令和5年）
  - 2月1日 - 高速バス大子〜東京線に「大子町役場」停留所を新設[8]。
  - 4月29日 - 高速バス大子〜東京線の大子町役場を経由するルートを変更し、「道の駅南」停留所を廃止（高速路線のみ）[9]。
- 2024年（令和6年）
  - 7月1日 - 「唐竹久保〜茶味内・下野宮・大子営業所〜大子駅前」「唐竹久保〜茶味内・下野宮・池田〜大子駅前」「中郷入口〜茶味内〜唐竹久保」「黒沢小学校入口〜茶味内〜唐竹久保」「大子駅前〜椢立目・四道・梨野沢〜地瀬」「大子駅前〜池田・下野宮〜黒沢小学校下」「大子営業所〜大子駅前・所谷・上小川駅前〜栃原新田」「大子駅前〜所谷・上小川駅前〜栃原新田」の各系統を廃止。「門の井・黒沢小学校下〜阿馴沢上〜下野宮・大子営業所〜大子駅前」を新設。ほか、全般的に減便。[10]

## 現行路線

### 一般路線
- A循環：大子営業所 → 池田橋 → 大子駅前 → 小久慈 → 大子町役場 → 大子消防署前 → 大子営業所
- B循環：大子営業所 → 大子消防署前 → 大子町役場 → 小久慈 → 大子駅前 → 池田橋 → 大子営業所
- 大子駅前 - 池田橋 - 大子営業所
- 大子駅前 - 大子消防署前 - 大子営業所
- 大子駅前 - 大子消防署前 - 森林の温泉 - フォレスパ大子
- 大子駅前 → 池田橋 → 大子営業所 → 下野宮 → 中郷入口 → 黒沢小学校下 → 上野宮局前 → 門の井 → 蛇穴
- 大子駅前 - 大子消防署前 - 下野宮 - 中郷入口 - 黒沢小学校下 - 上野宮局前 - 門の井 - 蛇穴[4]
- 大子駅前 ← 池田橋 ← 大子営業所 ← 下野宮 ← 中郷入口 ← 阿馴沢上 ← 黒沢小学校下 ← 上野宮局前 ← 門の井[10]
- 大子駅前 → 大子消防署前 → 下野宮 → 中郷入口 → 黒沢小学校下 → 上野宮局前 → 門の井[4]
- 大子駅前 - 池田橋 - 大子営業所 - 嵯峨草橋 - 西日照 - 内大野 - 高藪下 - 内大野 - 根本 - 家戸内
- 大子駅前 - 上岡 - 上金沢 - 盛泉
- 大子営業所 - 池田橋 - 大子駅前 - 上岡 - 佐原駐在所 - 森の前
- 大子営業所 - 池田橋 - 大子駅前 - 浅川学校前 - 梨野沢 - 地瀬
- 大子営業所 - 池田橋 - 大子駅前 - 割山 - 袋田 - 小生瀬 - 根本 - 入合 - 大久保 - 下高倉 - 馬次入口
- 大子営業所 - 池田橋 - 大子駅前 - 大子町役場 - 割山 - 袋田 - 小生瀬 - 根本 - 入合 - 大久保 - 下高倉 - 馬次入口
- 袋田駅前 - 割山 - 滝本（袋田の滝）
- 大子駅前 - 小久慈 - 割山 - 滝本（袋田の滝）[5]（多客期は増便）
- 大子駅前 - 大子消防署前 - 嵯峨草橋 - 西日照 - 内大野 - 根本 - 滝本（袋田の滝）[7]（多客期のみ運行）

### 高速路線

#### 大子 - 東京線
- 大子営業所 - 大子町役場[8] - 袋田の滝入口 - JA常陸奥久慈[3] - 山方 - 常陸大宮市総合保健センター - 総合センターらぽーる - 那珂インター - （常磐自動車道） - 八潮パーキングエリア - 都営浅草駅 - 上野駅 - 東京駅
  - 茨城交通の単独運行[11]。
  - 八潮パーキングエリアには上り便のみ、つくばエクスプレス（八潮駅）への乗継希望者がいる場合のみ停車[12]。

### みどり号
町民無料バス「みどり号」の運行を大子町より委託されており、町所有の専用車で運行される。
運行経路の詳細は大子町ホームページを参照。みどり号（町民無料バス）路線概要図

### 奥久慈おでかけ快速バス
- 那須塩原駅西口 - 常陸大子駅前
  - 2022年4月より実証運行開始。関東自動車と共同運行で、両社ともトイレ付きの高速車両で運行。運行は指定日のみ。共同運行ではあるが予約は茨城交通のみ受付[13]。

## 廃止路線

### 一般路線
- 大子駅前 - 大子営業所 - 下野宮 - 門の井[4]（国道118号バイパス経由に振り替え）
- 大子駅前 - 大子営業所 - 下野宮 - 黒沢小学校下[4]（国道118号バイパス経由に振り替え）
- 唐竹久保 → 茶味内 → 黒沢小学校入口 → 中郷入口 → 下野宮 → 大子営業所 → 池田橋 → 大子駅前[10]
- 唐竹久保 → 茶味内 → 黒沢小学校入口 → 中郷入口 → 下野宮 → 大子消防署前 → 大子駅前[10]
- 中郷入口 → 黒沢小学校入口 → 茶味内 → 唐竹久保[10]
- 黒沢小学校入口 → 茶味内 → 唐竹久保[10]
- 大子駅前 - 大子消防署前 - 大子営業所 - 下野宮 - 中郷入口 - 黒沢小学校下[4][10]
- 大子駅前 - 浅川学校前 - 梨野沢 - 地瀬[10]
- 大子営業所 - 池田橋 - 大子駅前 - 割山 - 上小川駅 - 大沢 - 栃原新田[10]
- 大子駅前 - 割山 - 上小川駅 - 大沢 - 栃原新田[10]